# جنگ داخلی سزار
جنگ داخلی بزرگ روم یا جنگ داخلی سزار (۴۹ تا ۴۵ پیش از میلاد) یکی از آخرین درگیری‌های سیاسی-نظامی در جمهوری روم پیش از بنیان‌گذاری امپراتوری روم بود. جنگ داخلی بزرگ روم، به صورت مجموعه‌ای از رویارویی‌های سیاسی و نظامی بین ژولیوس سزار و حامیان سیاسی‌اش موسوم به پوپولارها (عوامیون) از یک سو، با اپتیمات‌های محافظه‌کار سنا تحت رهبری گنایوس پومپیئوس کبیر از سوی دیگر، آغاز شد. این جنگ با گذر سزار از روبیکن در ۱۰ ژانویهٔ ۴۹ پیش از میلاد آغاز شده و تا ۱۷ مارس ۴۵ پیش از میلاد به طول انجامید. این جنگِ چهار سال و دو ماه و یک هفته‌ای با پیروزی سزار و یارانش پایان یافت و در نتیجهٔ آن ژولیوس سزار دیکتاتور مطلق جمهوری شد.

## شرح
بسیاری از تاریخ‌نگاران متفق‌القول هستند که این جنگ داخلی نتیجه منطقی روند طویل «انحطاط» نهادهای سیاسی روم بود، انحطاطی که با قتل برادران گراکی در ۱۳۳ و ۱۲۱ پیش از میلاد آغاز شده بود و با اصلاحات گایوس ماریوس در لژیون‌ها، جنگ اجتماعی سال‌های ۹۱ تا ۸۸ پیش از میلاد، جنگ جنگ داخلی میان ماریان‌ها و حامیان سولا که با احیای منصب دیکتاتوری توسط لوکیوس کورنلیوس سولا پایان یافت، و درنهایت تریوم‌ویرات اول ادامه یافت. این حوادث پایه‌های جمهوری را سست کردند و روشن است که سزار فرصت‌هایی که بر اثر انحطاط و زوال نهادها جمهوری پدید آمده بودند را استادانه به سود خود به‌کار گرفت؛ چنان‌که سیسرون در باب او می‌گوید که همه‌چیز را دارد جز نیت خیر را:
«Causam solum illa causa non habet, ceteris rebus abundat»
 «آن مورد (سزار) تنها یک چیز [یعنی نیت خیر] را کم دارد؛ بقیه چیزها را دارد»— Cicero، Epistulae ad Atticum, VII, 3.5
پس از اختلافات تند با سنا، سزار در ژانویه ۴۹ پیش از میلاد مسلحانه نیروهایش را از رود روبیکن که حدود میان استان گالیا کیسالپینا و قلمرو ایتالیا را مشخص می‌کرد عبور داد؛ در مقابل، سنا نیز حول و حوش پومپیئوس گرد آمد و در تلاش برای دفاع از نهادهای جمهوری، تصمیم به اعلان جنگ به سزار گرفت. پس از زد و خوردهایی چند، دو نیرو در فارسالوس با یکدیگر رویارو شدند، جایی‌که سزار شکستی علاج‌ناپذیر به نیروهای پومپیوس تحمیل کرد. پومپیوس به مصر گریخت امّا به دستور بطلمیوس سیزدهم سربریده شد (۴۸ ق. م). سزار نیز به مصر رفت و در نبرد بر سر جانشینی میان کلئوپاترای هفتم و برادرش بطلمیوس سیزدهم درگیر شد؛ پس از حل این قضیه، جنگ را ادامه داد و پادشاه پنتوس به نام فارناک دوم را در نبرد زیله (زیله در ترکیه امروزی) را شکست داد (۴۷ ق. م). سپس روانه آفریکا (استان روم) شد، جایی‌که بازماندگان پومپیئوس به‌رهبری کاتوی کوچک مجدداً سازمان یافته بودند، و آنان را در نبرد تاپسوس شکست داد (۴۶ ق. م). بازماندگان به هیسپانیا پناهنده شدند، جایی‌که سزار روانه شد و آنان را در نبرد موندا این‌بار قاطعانه درهم کوبید (۴۵ ق. م).
این جنگ داخلی مسیر پایان یافتن جمهوری روم را هموار کرد و مدّتی پس از آن جنگ داخلی روم (۳۱-۴۴ ق. م) ــ که با نبرد آکتیوم به پایان رسید ــ میان اوکتاویانوس و مارکوس آنتونیوس نیز تیرخلاص را بر پیکرهٔ نیمه‌جان جمهوری زد.

## منابع تاریخی

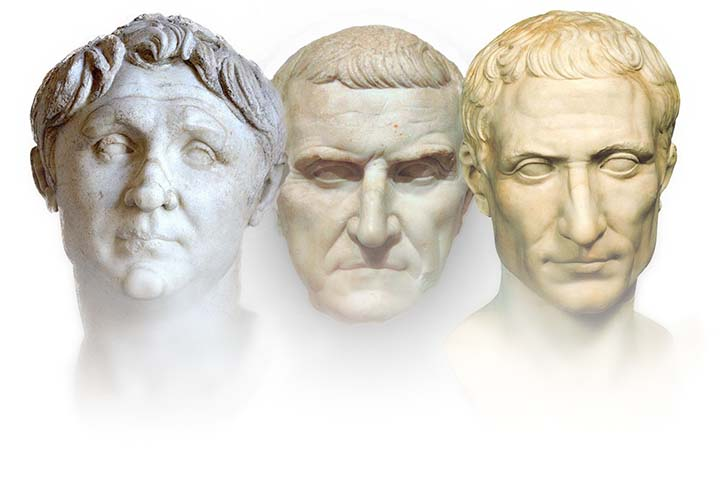
اعضای تریوم‌ویرات اول از راست: سزار، کراسوس و پومپیئوس کبیر

## زمینه تاریخی

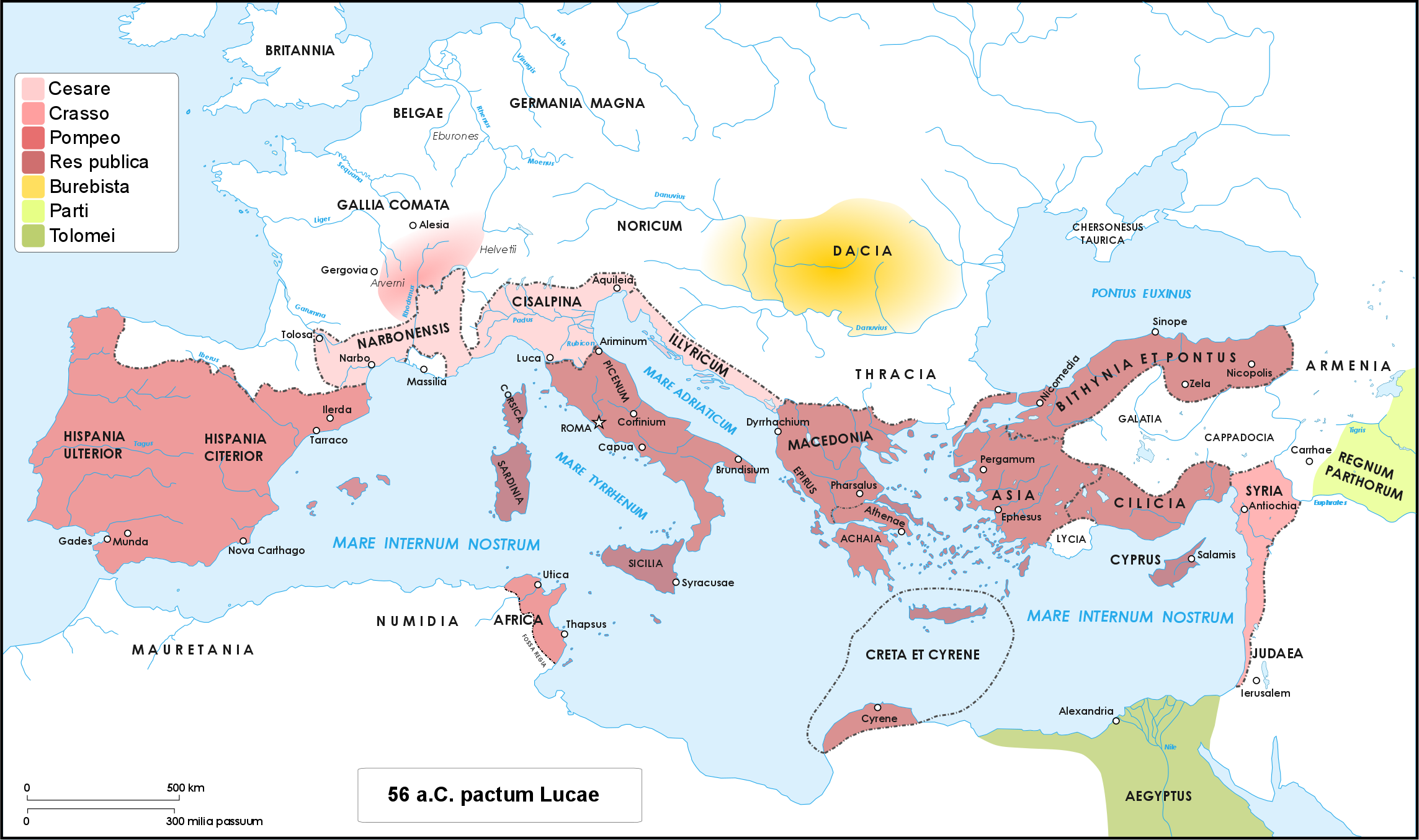
جهان رومی در سال ۵۶ ق. م در عهد تریوم‌ویرات اول و معاهده لوکا: حوزه پروکنسولی سزار (Cesare) چنان‌که دیده می‌شود شامل گالیا کیسالپینا (Cisalpina)، گالیا ناربوننسیس (Narbonensis) و ایلیریکوم (Illyricum) است، پومپیئوس (Pompeo) و کراسوس (Crasso) نیز به‌ترتیب هیسپانیا (Hispania) و سوریه (Siria) را در تصرف خود داشتند.

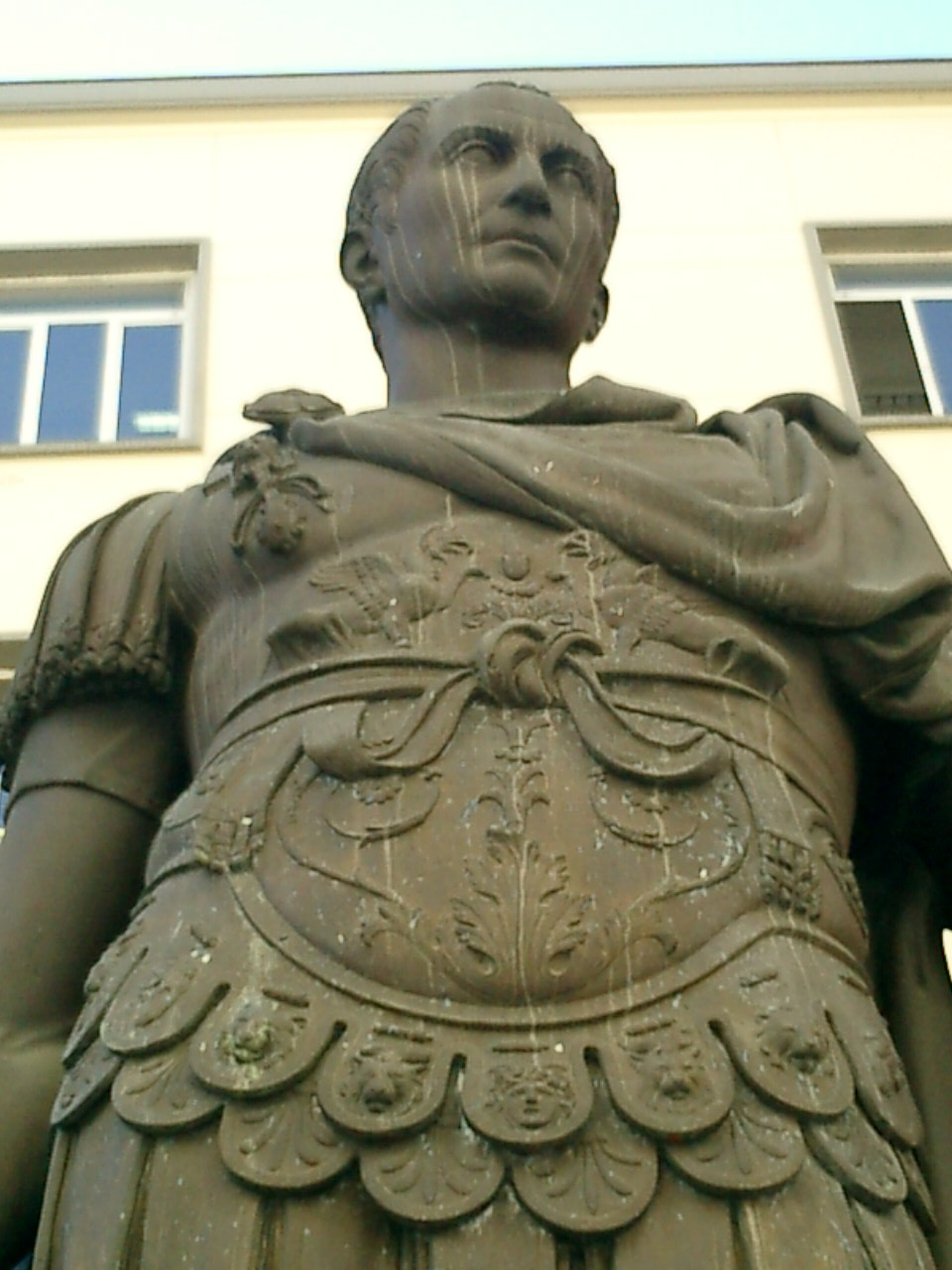
گایوس یولیوس سزار، کنسول روم در ۵۹ ق. م و سپس پروکنسول روم در گالیا کیسالپینا و گل ناربونی و ایلیریکوم از ۵۸ تا ۵۰ق. م. وی در پایان جنگ‌های گالی موفق شد استان جدید گالیا کوماتا را به روم منضم کند؛ موفقیّتی که حسادت دشمنانش از جمله پومپیئوس را برانگیخت.

### علل جنگ

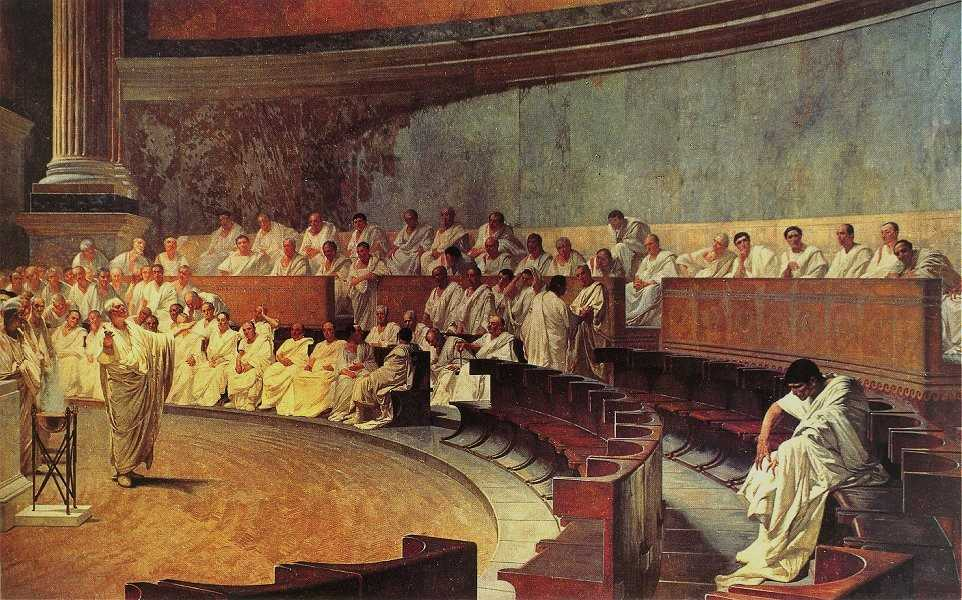
نمایی از یک نشست سنای روم (نگاره از چزاره ماکاری)

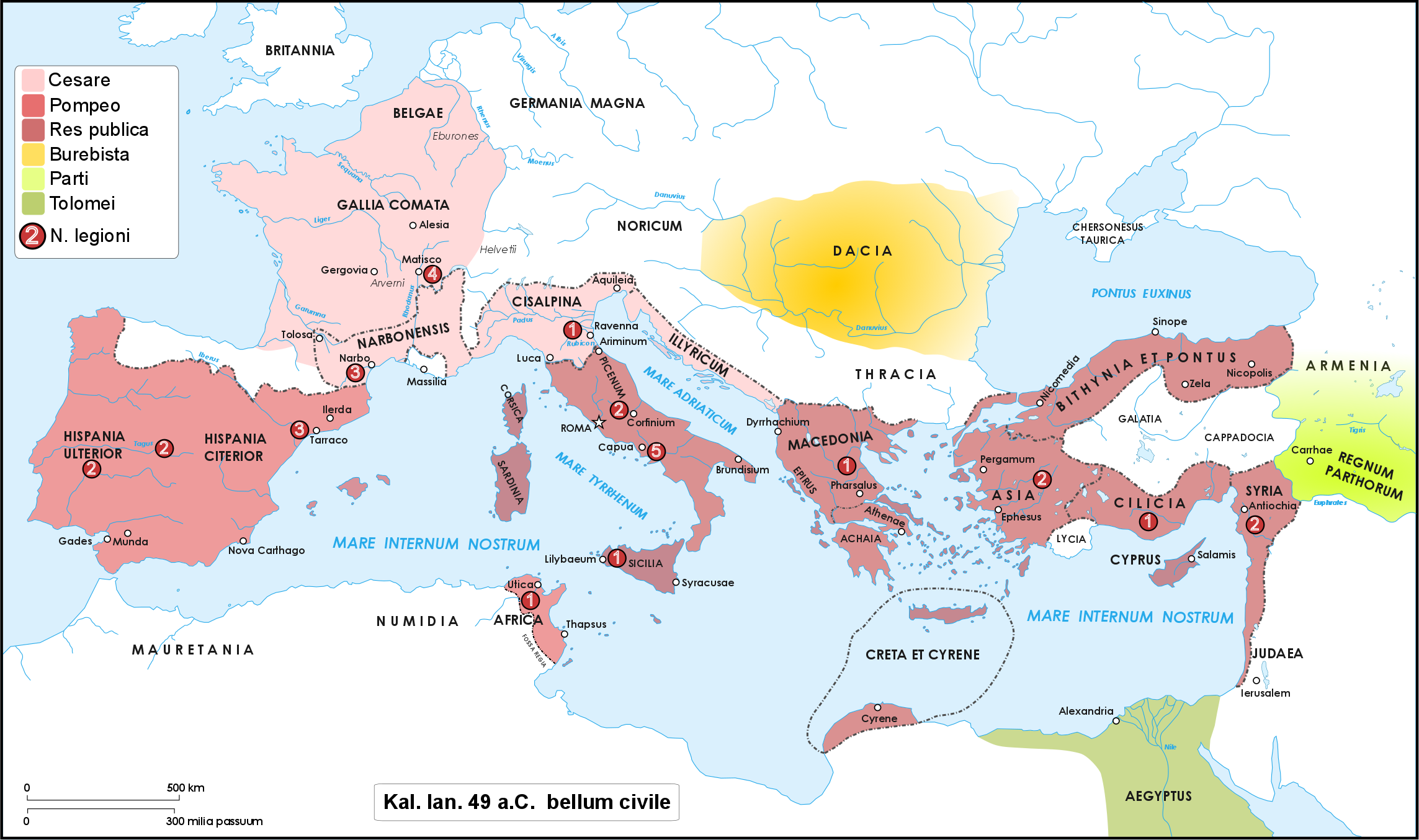
جهان رومی در بدو شروع جنگ داخلی (یکم ژانویه ۴۹ پیش از میلاد). قلمرو تحت حاکمیت پروکنسولی سزار (Cesare)، پومپیئوس (Pompeo) و همچنین تعداد لژیون‌ها (N. legioni) در این نقشه نشان داده شده‌است.

### سال ۴۹ پیش از میلاد

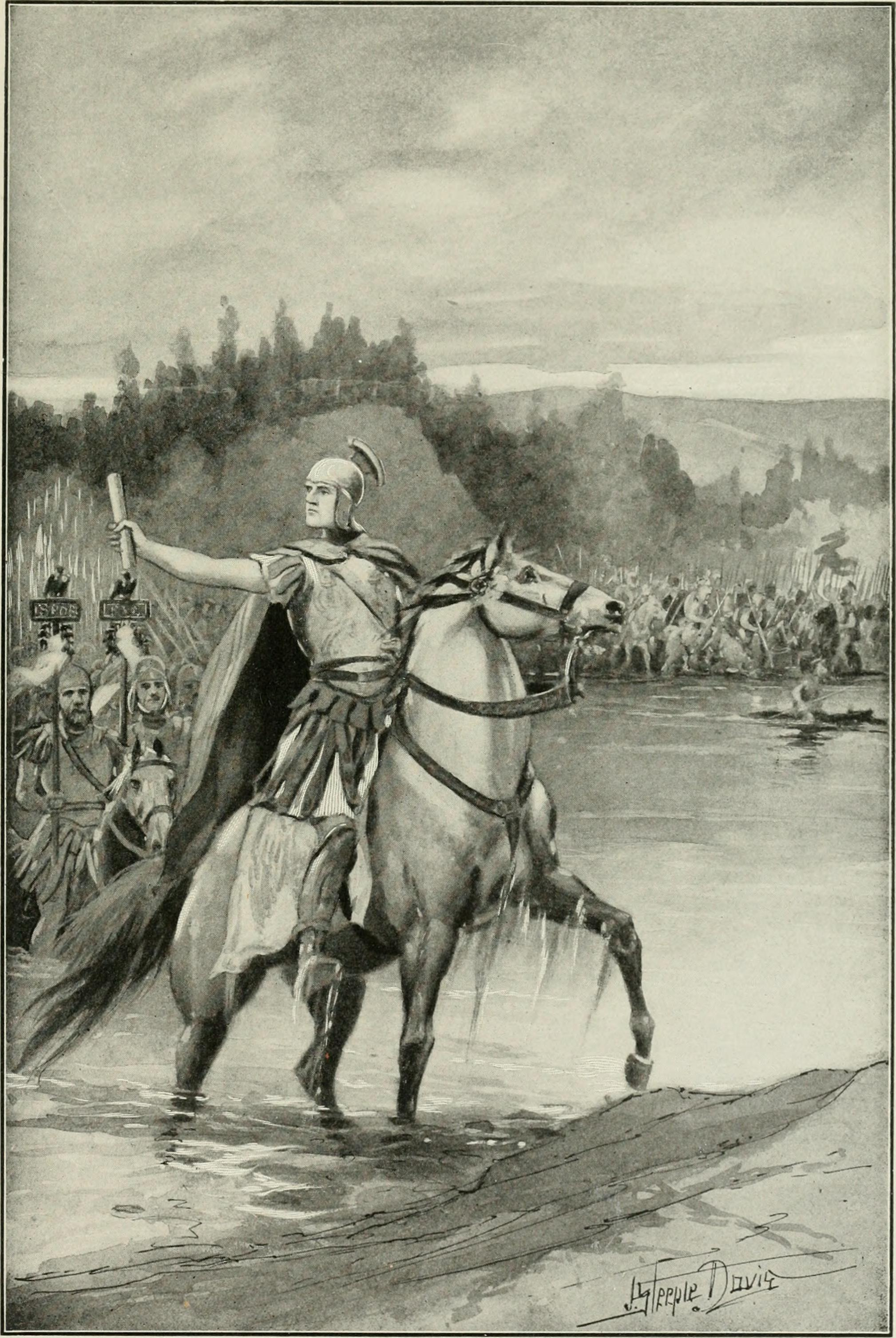
سزار با لژیون سیزدهم خود از روبیکن گذر می‌کند و جنگ داخلی را می‌آغازد.

#### گذر از روبیکن (۱۱–۱۰ ژانویه)

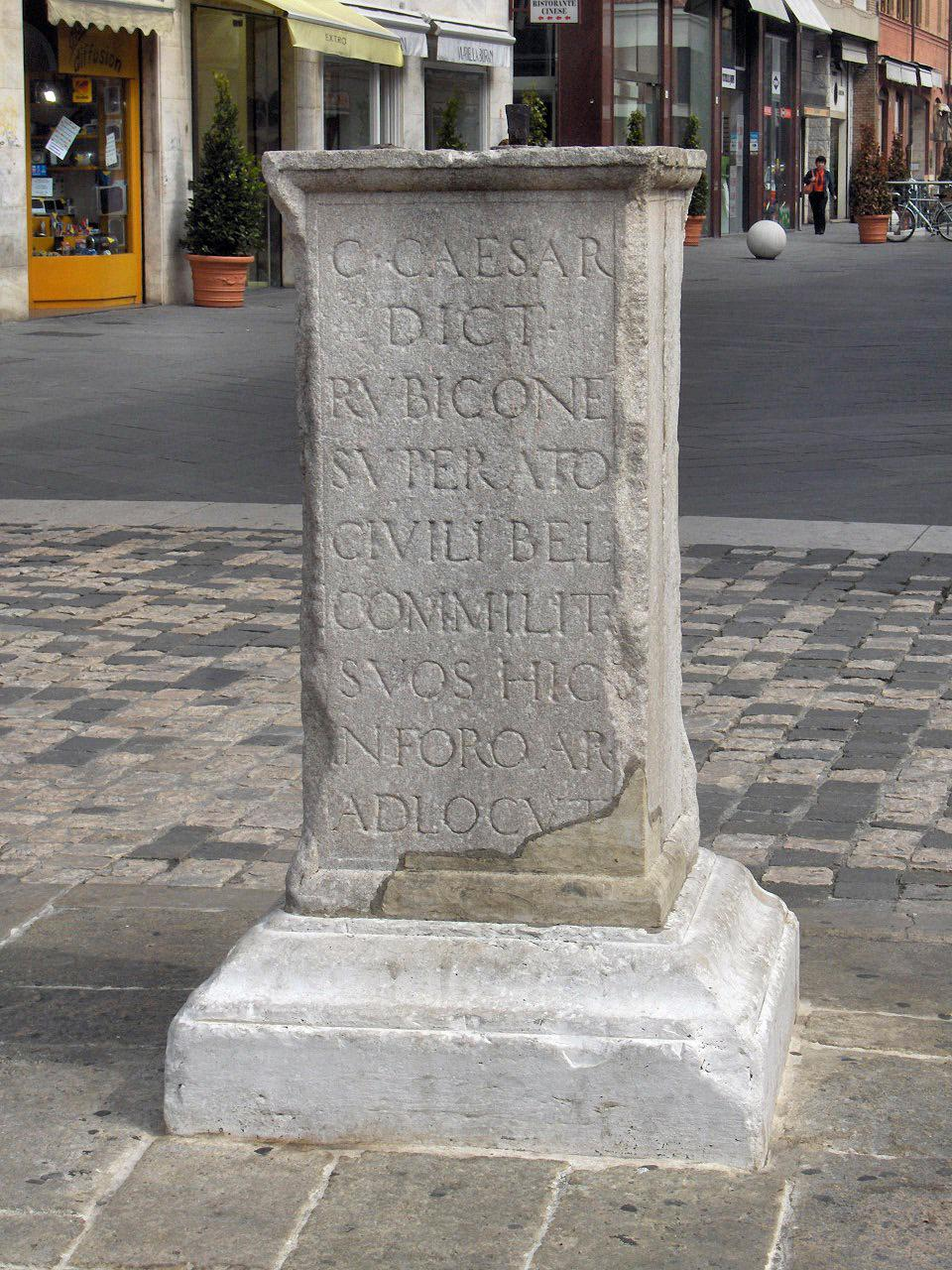
یک ستون در شهر ریمینی ایتالیا که سزار در آنجا لژیون خود را مخاطب قرار داد و گفت که به روم بروند و جنگ داخلی را بیاغازند

#### پیشروی سزار و فرار پومپیئوس به بریندیزی (ژانویه-فوریه ۴۹ پیش از میلاد)

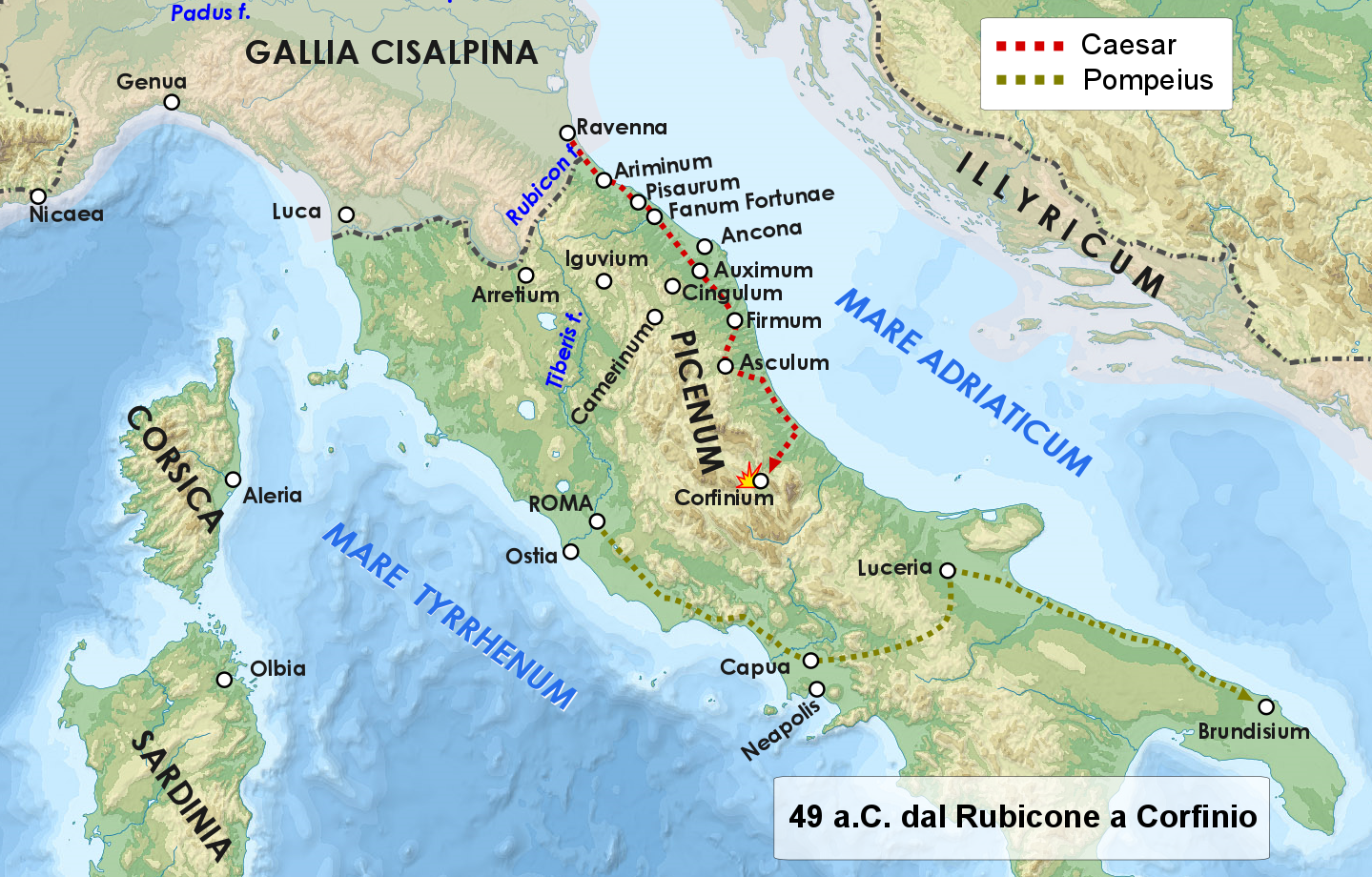
پیشروی سزار (رنگ قرمز) از راونا (Ravenna) تا کورفینیو (Corfinium)؛ فرار پومپیئوس (رنگ سبز) از روم به لوچرا (Luceria)و سپس بریندیزی (Brundisium).